# 1952-es sakkolimpia
A 10. sakkolimpia 1952. augusztus 9. és augusztus 31. között Finnországban, Helsinkiben került megrendezésre, a XV. nyári olimpiai játékok követő rendezvényeként. Ezen a sakkolimpián szerepelt először a Szovjetunió válogatottja, és kezdte meg mintegy negyven éven át tartó hegemóniáját, amelyet csupán Magyarország tudott megtörni az 1978-as sakkolimpián.

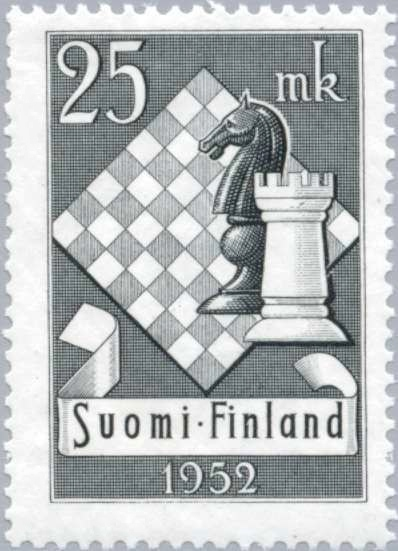
Finn emlékbélyeg a sakkolimpiára

## A résztvevők
A sakkolimpiák állandónak számító résztvevői közül csak Belgium, Franciaország és Bulgária hiányzott, így a versenyen 25 ország 140 versenyzője – köztük 13 nemzetközi nagymester és 38 nemzetközi mester – vett részt, amely a játékosok számát tekintve rekord volt a sakkolimpiák történetében. Az 1939-es sakkolimpián 27 ország csapata indult el, de akkor még csak 1 tartalék nevezésére volt lehetőség. Ezúttal a csapatok 6 főt nevezhettek, akik közül egyidejűleg négy játszott. Meg kellett adni a játékosok közötti erősorrendet, és az egyes fordulókban ennek megfelelően ülhettek le a táblákhoz. Ez lehetővé tette, hogy táblánként állapítsák meg és hirdessék ki a legjobb egyéni eredményt elérőket.
Az erőviszonyok alapján öt csapat pályázott eséllyel az olimpiai bajnoki címre: a Szovjetunió mellett Argentína, a címvédő Jugoszlávia, valamint Magyarország és Csehszlovákia.

## A verseny lefolyása
A csapatokat 3 elődöntő csoportba sorsolták, amelyekből az első három helyezett jutott az „A” döntőbe, a 4–6. helyezett a „B” döntőbe, a többiek a „C” döntő mezőnyét alkották.
A verseny mind az elődöntőben, mind a döntőben körmérkőzéses formában került megrendezésre. A csapat eredményét az egyes versenyzők által megszerzett pontok alapján számolták. Holtverseny esetén vették csak figyelembe a csapateredményeket, ahol a csapatgyőzelem 2 pontot, a döntetlen 1 pontot ért. A játszmákban 2 óra 30 perc állt rendelkezésre 40 lépés megtételéhez, majd további óránként 16 lépést kellett megtenni.
A kilenccsapatos döntő eredménye egyöntetű vélemények szerint nem tükrözte hűen az erőviszonyokat, ezért a FIDE úgy döntött, hogy a jövőben a döntő mezőnyét legalább 12 csapatnak kell alkotnia.
A versenyt végül a világbajnok Botvinnik nélkül, de még így is hat nemzetközi nagymesterrel felálló, minden tekintetben kiemelkedő szovjet csapat nyerte az argentin válogatott előtt, és Jugoszlávia csapata szerezte meg a bronzérmet. Magyarország a 6. helyen végzett, játékosaink közül az első táblán egyéni bronzérmet szerzett Szabó László emelkedett ki.

## A verseny eredményei

### Elődöntők
| Döntő | Ország        | 1 | 2  | 3  | 4  | 5  | 6  | 7  | 8  | 9  |  | + | − | = | Pont |
| ----- | ------------- | - | -- | -- | -- | -- | -- | -- | -- | -- |  | - | - | - | ---- |
| «A»   | Argentína     |   | 2  | 2  | 3½ | 3½ | 3½ | 3½ | 3½ | 4  |  | 6 | 0 | 2 | 25½  |
| «A»   | NSZK          | 2 |    | 2  | 2½ | 2½ | 3½ | 2½ | 4  | 4  |  | 6 | 0 | 2 | 23   |
| «A»   | Csehszlovákia | 2 | 2  |    | 2½ | 3  | 3½ | 2½ | 3  | 4  |  | 6 | 0 | 2 | 22½  |
| «B»   | Anglia        | ½ | 1½ | 1½ |    | 2  | 2  | 2½ | 4  | 4  |  | 3 | 3 | 2 | 18   |
| «B»   | Dánia         | ½ | 1½ | 1  | 2  |    | 2  | 1½ | 3  | 4  |  | 2 | 4 | 2 | 15½  |
| «B»   | Kuba          | ½ | ½  | ½  | 2  | 2  |    | 2½ | 2½ | 3½ |  | 3 | 3 | 2 | 14   |
| «C»   | Izland        | ½ | 1½ | 1½ | 1½ | 2½ | 1½ |    | 1½ | 2  |  | 1 | 6 | 1 | 12½  |
| «C»   | Saar-vidék    | ½ | 0  | 1  | 0  | 1  | 1½ | 2½ |    | 4  |  | 2 | 6 | 0 | 10½  |
| «C»   | Luxemburg     | 0 | 0  | 0  | 0  | 0  | ½  | 2  | 0  |    |  | 0 | 7 | 1 | 2½   |

| Döntő | Ország       | 1 | 2  | 3  | 4  | 5  | 6  | 7  | 8  |  | + | − | = | Pont |
| ----- | ------------ | - | -- | -- | -- | -- | -- | -- | -- |  | - | - | - | ---- |
| «A»   | Svédország   |   | 2  | 2  | 3½ | 2  | 3½ | 4  | 4  |  | 4 | 0 | 3 | 21   |
| «A»   | Magyarország | 2 |    | 2½ | 2½ | 4  | 3  | 4  | 2½ |  | 6 | 0 | 1 | 20½  |
| «A»   | Jugoszlávia  | 2 | 1½ |    | 3  | 2½ | 3  | 3  | 3½ |  | 5 | 1 | 1 | 18½  |
| «B»   | NDK          | ½ | 1½ | 1  |    | 3  | 1½ | 2½ | 3½ |  | 3 | 4 | 0 | 13½  |
| «B»   | Ausztria     | 2 | 0  | 1½ | 1  |    | 2½ | 2  | 2½ |  | 2 | 3 | 2 | 11½  |
| «B»   | Olaszország  | ½ | 1  | 1  | 2½ | 1½ |    | 1  | 3½ |  | 2 | 5 | 0 | 11   |
| «C»   | Brazília     | 0 | 0  | 1  | 1½ | 2  | 3  |    | 3  |  | 2 | 4 | 1 | 10½  |
| «C»   | Norvégia     | 0 | 1½ | ½  | ½  | 1½ | ½  | 1  |    |  | 0 | 7 | 0 | 5½   |

| Döntő | Ország                    | 1  | 2  | 3  | 4  | 5  | 6  | 7  | 8  |  | + | − | = | Pont |
| ----- | ------------------------- | -- | -- | -- | -- | -- | -- | -- | -- |  | - | - | - | ---- |
| «A»   | Szovjetunió               |    | 3  | 2½ | 3  | 3½ | 4  | 3½ | 4  |  | 7 | 0 | 0 | 23½  |
| «A»   | Amerikai Egyesült Államok | 1  |    | 1½ | 4  | 1½ | 2  | 4  | 4  |  | 3 | 3 | 1 | 18   |
| «A»   | Finnország                | 1½ | 2½ |    | 1½ | 1½ | 3  | 4  | 3  |  | 4 | 3 | 0 | 17   |
| «B»   | Izrael                    | 1  | 0  | 2½ |    | 2½ | 2  | 4  | 4  |  | 4 | 2 | 1 | 16   |
| «B»   | Hollandia                 | ½  | 2½ | 2½ | 1½ |    | 1½ | 1½ | 3½ |  | 3 | 4 | 0 | 13½  |
| «B»   | Lengyelország             | 0  | 2  | 1  | 2  | 2½ |    | 2½ | 2½ |  | 3 | 2 | 2 | 12½  |
| «C»   | Svájc                     | ½  | 0  | 0  | 0  | 2½ | 1½ |    | 3  |  | 2 | 5 | 0 | 7½   |
| «C»   | Görögország               | 0  | 0  | 1  | 0  | ½  | ½  | 1  |    |  | 0 | 7 | 0 | 4    |

### Az „A” döntő végeredménye
| H. | Ország                    | 1  | 2  | 3  | 4  | 5  | 6  | 7  | 8  | 9  |  | + | − | = | Pont |
| -- | ------------------------- | -- | -- | -- | -- | -- | -- | -- | -- | -- |  | - | - | - | ---- |
| 1  | Szovjetunió               |    | 2½ | 2  | 2  | 2  | 2½ | 3  | 3½ | 3½ |  | 5 | 0 | 3 | 21   |
| 2  | Argentína                 | 1½ |    | 2½ | 1½ | 1½ | 3  | 3½ | 2½ | 3½ |  | 5 | 2 | 0 | 19½  |
| 3  | Jugoszlávia               | 2  | 1½ |    | 2½ | 2  | 3  | 2½ | 3  | 2½ |  | 5 | 1 | 2 | 19   |
| 4  | Csehszlovákia             | 2  | 2½ | 1½ |    | 2  | 1½ | 2  | 3  | 3½ |  | 3 | 2 | 3 | 18   |
| 5  | Amerikai Egyesült Államok | 2  | 2½ | 2  | 2  |    | 2  | 1½ | 3  | 2  |  | 2 | 1 | 5 | 17   |
| 6  | Magyarország              | 1½ | 1  | 1  | 2½ | 2  |    | 2½ | 2  | 3½ |  | 3 | 3 | 2 | 16   |
| 7  | Svédország                | 1  | ½  | 1½ | 2  | 2½ | 1½ |    | 2  | 2  |  | 1 | 4 | 3 | 13   |
| 8  | NSZK                      | ½  | 1½ | 1  | 1  | 1  | 2  | 2  |    | 1½ |  | 0 | 2 | 6 | 10½  |
| 9  | Finnország                | ½  | ½  | 1½ | ½  | 2  | ½  | 2  | 2½ |    |  | 1 | 5 | 2 | 10   |

## Az egyéni legjobb pontszerzők
Táblánként az első három legjobb százalékos arányt elérő versenyzőt díjazták éremmel az elődöntőben és a döntőben elért összesített eredményeik alapján. A 2. tartalékok között csak két olyan játékos volt, aki legalább a fordulók felének megfelelő, azaz minimum kilenc játszmát játszott. A magyarok közül Szabó László az első táblán bronzérmet szerzett.
| H. | Versenyző neve   | Ország       | Pont | Játszmaszám | Százalék |
| -- | ---------------- | ------------ | ---- | ----------- | -------- |
|    | Miguel Najdorf   | Argentína    | 12½  | 16          | 78,1     |
|    | Gideon Ståhlberg | Svédország   | 10   | 13          | 76,9     |
|    | Szabó László     | Magyarország | 10½  | 14          | 75       |
| H. | Versenyző neve     | Ország      | Pont | Játszmaszám | Százalék |
| -- | ------------------ | ----------- | ---- | ----------- | -------- |
|    | Vaszilij Szmiszlov | Szovjetunió | 10½  | 13          | 80,8     |
|    | Lothar Schmid      | NSZK        | 9    | 12          | 75       |
|    | Braslav Rabar      | Jugoszlávia | 8    | 12          | 66,7     |
| H. | Versenyző neve  | Ország                    | Pont | Játszmaszám | Százalék |
| -- | --------------- | ------------------------- | ---- | ----------- | -------- |
|    | David Bronstejn | Szovjetunió               | 8    | 10          | 80       |
|    | Jan Donner      | Hollandia                 | 10   | 13          | 76,9     |
|    | Robert Byrne    | Amerikai Egyesült Államok | 10½  | 15          | 70       |
| H. | Versenyző neve  | Ország        | Pont | Játszmaszám | Százalék |
| -- | --------------- | ------------- | ---- | ----------- | -------- |
|    | Cenek Kottnauer | Csehszlovákia | 12½  | 15          | 83,3     |
|    | Efim Geller     | Szovjetunió   | 10½  | 14          | 75       |
|    | Bogdan Śliwa    | Lengyelország | 9    | 12          | 75       |
| H. | Versenyző neve        | Ország    | Pont | Játszmaszám | Százalék |
| -- | --------------------- | --------- | ---- | ----------- | -------- |
|    | Héctor Decio Rossetto | Argentína | 8    | 10          | 80       |
|    | Dennis Morton Horne   | Anglia    | 5½   | 9           | 61,1     |
|    | Wilfried Lange        | NSZK      | 5    | 10          | 50       |
| H. | Versenyző neve  | Ország        | Pont | Játszmaszám | Százalék |
| -- | --------------- | ------------- | ---- | ----------- | -------- |
|    | Ludwig Rellstab | NSZK          | 6½   | 9           | 72,2     |
|    | Izaak Grynfeld  | Lengyelország | 7    | 10          | 70       |

## A dobogón végzett csapatok tagjainak egyéni eredményei
| Szovjetunió - Paul Keres (+3 −2 =7) - Vaszilij Szmiszlov (+8 −0 =5) - David Bronstejn (+7 −1 =2) - Efim Geller (+8 −1 =5) - Iszaak Boleszlavszkij (+6 −0 =2) - Alekszandr Kotov (+1 −0 =2) | Argentína - Miguel Najdorf (+11 −2 =3) - Julio Bolbochán (+4 −0 =10) - Erich Eliskases (+4 −2 =4) - Herman Pilnik (+6 −1 =7) - Héctor Rossetto (+8 −2 =0) | Jugoszlávia - Svetozar Gligorić (+6 −2 =7) - Braslav Rabar (+5 −1 =6) - Petar Trifunović (+3 −2 =8) - Vasja Pirc (+2 −1 =7) - Andrija Fuderer (+2 −0 =3) - Boriszlav Milić (+3 −0 =2) |

## A magyar versenyzők eredményei
| Forduló                            | Ellenfél                           | Szabó László      | Szabó László | Barcza Gedeon      | Barcza Gedeon | Szily József     | Szily József | Flórián Tibor | Flórián Tibor | Pogáts József | Pogáts József | Molnár István | Molnár István | Pont |
| ---------------------------------- | ---------------------------------- | ----------------- | ------------ | ------------------ | ------------- | ---------------- | ------------ | ------------- | ------------- | ------------- | ------------- | ------------- | ------------- | ---- |
| Elődöntő (2. csoport)              |                                    |                   |              |                    |               |                  |              |               |               |               |               |               |               |      |
| 1                                  | Olaszország                        | Porreca           | 1            | Nestler            | 0             | Scafarelli       | 1            | Calà          | 1             |               |               |               |               | 3    |
| 2                                  | Jugoszlávia                        | Svetozar Gligorić | 1            | Braslav Rabar      | ½             | Petar Trifunović | ½            | Vasja Pirc    | ½             |               |               |               |               | 2½   |
| 3                                  | Svédország                         | Ståhlberg         | ½            | Stoltz             | ½             | Lundin           | ½            | Sköld         | ½             |               |               |               |               | 2    |
| 4                                  | NDK                                | Koch              | 1            | Pietzsch           | ½             | Platz            | 0            | Müller K.     | 1             |               |               |               |               | 2½   |
| 5                                  | Brazília                           | German            | 1            | Mangini            | 1             | Carvalho jr.     | 1            |               |               | Vasconcellos  | 1             |               |               | 4    |
| 6                                  | Norvégia                           | Vestøl            | 1            |                    |               |                  |              | Myhre         | ½             | Rojahn        | 1             | Madsen        | 0             | 2½   |
| 7                                  | Ausztria                           |                   |              | Lokvenc            | 1             | Poschauko        | 1            | Beni          | 1             |               |               | Palda         | 1             | 4    |
| „A” döntő                          |                                    |                   |              |                    |               |                  |              |               |               |               |               |               |               |      |
| 1                                  | Szovjetunió                        | Paul Keres        | 1            | Vaszilij Szmiszlov | 0             | David Bronstejn  | ½            | Efim Geller   | 0             |               |               |               |               | 1½   |
| 2                                  | Csehszlovákia                      | Filip             | 1            | Pachman            | ½             | Šajtar           | ½            | Kottnauer     | ½             |               |               |               |               | 2½   |
| 3                                  | Jugoszlávia                        | Svetozar Gligorić | ½            | Rabar              | 0             | Trifunović       | ½            |               |               |               |               | Pirc          | 0             | 1    |
| 4                                  | Finnország                         | Böök              | 1            | Ojanen             | 1             | Kaila            | 1            | Salo          | ½             |               |               |               |               | 3½   |
| 5                                  | NSZK                               | Teschner          | ½            | Schmid             | ½             | Heinicke         | 1            | Rellstab      | 0             |               |               |               |               | 2    |
| 6                                  | Svédország                         | Ståhlberg         | 0            | Stoltz             | ½             | Lundin           | 1            |               |               | Johansson     | 1             |               |               | 2½   |
| 8                                  | Amerikai Egyesült Államok          | Samuel Reshevsky  | ½            | Byrne              | ½             | Bisguier         | ½            | Koltanowski   | ½             |               |               |               |               | 2    |
| 9                                  | Argentína                          | Miguel Najdorf    | ½            | Bolbochán          | 0             | Erich Eliskases  | 0            | Pilnik        | ½             |               |               |               |               | 1    |
| Szerzett pontszám (Játszmák száma) | Szerzett pontszám (Játszmák száma) | 10½ (14)          | 10½ (14)     | 6½ (14)            | 6½ (14)       | 9 (14)           | 9 (14)       | 6½ (12)       | 6½ (12)       | 3 (3)         | 3 (3)         | 1 (3)         | 1 (3)         |      |